# Шонда Раймс
Шонда Раймс (англ. Shonda Rhimes; нар. 13 січня 1970, Чикаго) — американська сценаристка, режисерка та продюсерка, голова виробничої студії Shondaland. Найбільш відома як автор популярних телесеріалів «Анатомія Грей» та її спін-оф «Приватна практика». У травні 2007 року Раймс включена до списку "Time 100" як одна з людей, які допомагають формувати світ. Тричі була номінована на премію «Еммі», а також отримала нагороди «Гільдії продюсерів Америки» і «Гільдії сценаристів Америки» та виграла п'ять премій NAACP. З 2012 року Раймс також випускає політичний серіал «Скандал», з 2014 року — «Як уникнути покарання за вбивство», з 2016 року — «Пастка».

## Ранні роки
Раймс народилася в Чикаго, штат Іллінойс, у родині адміністратора університету і професорки коледжу. Після закінчення середньої школи здобула ступінь бакалавра драматургії в Дартмутському коледжі. Пізніше продовжила вивчати сценарне мистецтво, переїхавши в Лос-Анджелес і вступивши до Університету Південної Каліфорнії, який закінчила зі ступенем магістра образотворчих мистецтв.

## Кар'єра

### 1995-2004. Початок кар'єри
Закінчивши на початку дев'яностих навчання, Шонда Раймс виявилася безробітної сценаристом у Голлівуді й, щоб звести кінці з кінцями, працювала на кількох роботах, зокрема і в психіатричному закладі. Знявши відзначений нагородами документальний фільм в 1995 році, через три роки, вона дебютувала як автор, режисер і продюсер незалежної стрічки «Цвітіння і вуалі» з Джадою Пінкетт-Сміт у головній ролі. Після цього написала сценарій до телефільму каналу HBO «Познайомтеся з Дороті Дендрідж» з Геллі Беррі. У 2001 році написала сценарій до кінофільму «Перехрестя», в якому дебютувала Брітні Спірс. Хоча критики негативно сприйняли фільм, але він був досить успішним у прокаті, зібравши понад 60 млн доларів. У 2004 році вона випустила фільм «Щоденники принцеси 2: Як стати королевою», який зібрав понад 130 млн доларів у прокаті.

### 2005 — дотепер. Успіх і визнання

«Анатомія Грей» стала найбільшим успіхом Раймс

Найбільшим успіхом у кар'єрі Шонди Раймс став телесеріал «Анатомія Грей», запущений на початку 2005 року. Шоу принесло їй премію «Золотий глобус» за кращий телевізійний серіал — драма 2006 року, а також номінації на «Еммі» за найкращий драматичний серіал у 2006 і 2007 і «Еммі» за найкращий сценарій 2006 року, а також низку інших нагород і номінацій. Серіал досяг комерційного успіху і схвальних відгуків від критиків. Пілотний епізод подивилося 16,25 мільйона глядачів, а фінал першого сезону досяг позначки в 22,22 мільйона. Другий і третій сезони досягли ще більших висот, з середньою аудиторією сезону понад 19 млн глядачів. При підборі акторів у проєкт Раймс використовувала техніку сліпого кастингу, що призвело до етнічної різноманітності в акторському ансамблі. Як пізніше сказала Раймс, всі персонажі спочатку були придумані без расових відмінностей і набули їх вже коли пройшов кастинг і були відібрані актори на ту чи іншу роль. Історія, розказана від імені молодої жінки, швидко стала популярною у глядача і серіал швидко став популярнішим за свого попередника на каналі — «Відчайдушні домогосподарки», а після переїзду з неділі на четвер регулярно ставав найпопулярнішою програмою вечора.
Популярність серіалу «Анатомія Грей» призвела до запуску спінофу під назвою «Приватна практика», в центрі сюжету якого перебуває доктор Еддісон Монтгомері (Кейт Волш), прем'єра якого відбулася 27 вересня 2007 року. У серіалі також знялися відзначені преміями актори в особі Емі Бреннеман та Одри Макдональд. Шоу проіснувало в ефірі шість сезонів.
Шонда Раймс створила пілот серіалу «Всередині коробки» в 2010 році про працівників новин, однак проєкт не отримав зелене світло на подальше виробництво. У 2011 році як продюсер випустила серіал «Без координат», який закрито після одного сезону, після чого продала каналу ще одне своє шоу — політичний трилер «Скандал» з Керрі Вашингтон. Проєкт став першою драмою на телебаченні, в якій головну роль грає чорна актриса. На початку 2012 року вона створила історичну драму «Позолочені Ліллі», про родину, що живе в 1895 році в Нью-Йорку. Попри ранній інтерес з боку критиків і наявність таких акторів як Блайт Деннер і Джон Барроумен, проєкт так і залишився на пілотній стадії через свою неформатність. У жовтні 2012 року Раймс продала ще один свій проєкт — науково-фантастичну драму Mila 2.0 про молоду жінку, яка дізнається, що вона робот-андроїд.
У 2017 році для роботи над новими проєктами Шонда розпочала співпрацю з каналом Netflix.

## Особисте життя
У Раймс три прийомні доньки: Харпер Раймс (нар. 2002), Емерсон Перл Раймс (нар. 1.02.2012) і Беккетт Раймс (нар. 2013). Вона виховує їх сама. 2015 року схудла на 68 кг

## Фільмографія
| Рік       | Назва                                                                               | Як      | Як        | Як       |
| Рік       | Назва                                                                               | Режисер | Сценарист | Продюсер |
| --------- | ----------------------------------------------------------------------------------- | ------- | --------- | -------- |
| 1995      | Hank Aaron: Chasing the Dream                                                       | Так     | Ні        | Ні       |
| 1998      | Blossoms and Veils                                                                  | Так     | Так       | Так      |
| 1999      | Познайомтеся з Дороті Дендрідж / Introducing Dorothy Dandridge                      | Ні      | Так       | Ні       |
| 2002      | Перехрестя / Crossroads                                                             | Ні      | Так       | Ні       |
| 2004      | Щоденники принцеси 2: Як стати королевою / The Princess Diaries 2: Royal Engagement | Ні      | Так       | Ні       |
| з 2005    | Анатомія Грей / grey's Anatomy                                                      | Ні      | Так       | Так      |
| 2007-2013 | Приватна практика / Private Practice                                                | Ні      | Так       | Так      |
| 2009      | Inside the Box                                                                      | Ні      | Так       | Так      |
| 2009      | Seattle Grace: On Call                                                              | Ні      | Ні        | Так      |
| 2009      | Seattle Grace: Message of Hope                                                      | Ні      | Ні        | Так      |
| 2011      | Без координат / Off the Map                                                         | Ні      | Ні        | Так      |
| 2012      | Gilded Lillys                                                                       | Ні      | Так       | Так      |
| 2012-2018 | Скандал / Scandal                                                                   | Ні      | Так       | Так      |
| 2013      | / Mila 2.0                                                                          | Ні      | Так       | Так      |
| з 2014    | Як уникнути покарання за вбивство / How to Get Away with Murder                     | Ні      | Ні        | Так      |
| 2015      | Дим і дзеркала / Smoke and Mirrors                                                  | Ні      | Ні        | Так      |
| з 2016    | Улов / The catch                                                                    | Ні      | Так       | Так      |